# Crataegus chlorosarca
Crataegus chlorosarca Maxim. – gatunek rośliny z rodziny różowatych (Rosaceae). Pochodzi z północnych i wschodnich obszarów Azji (Kamczatka, Sachalin, Japonia), jest uprawiany w różnych krajach świata (również jego kultywary) jako roślina ozdobna. W Polsce jest praktycznie nieznany, znajduje się tylko w kolekcji niektórych ogrodów botanicznych, np. Ogrodu Botanicznego w Krakowie.

## Morfologia

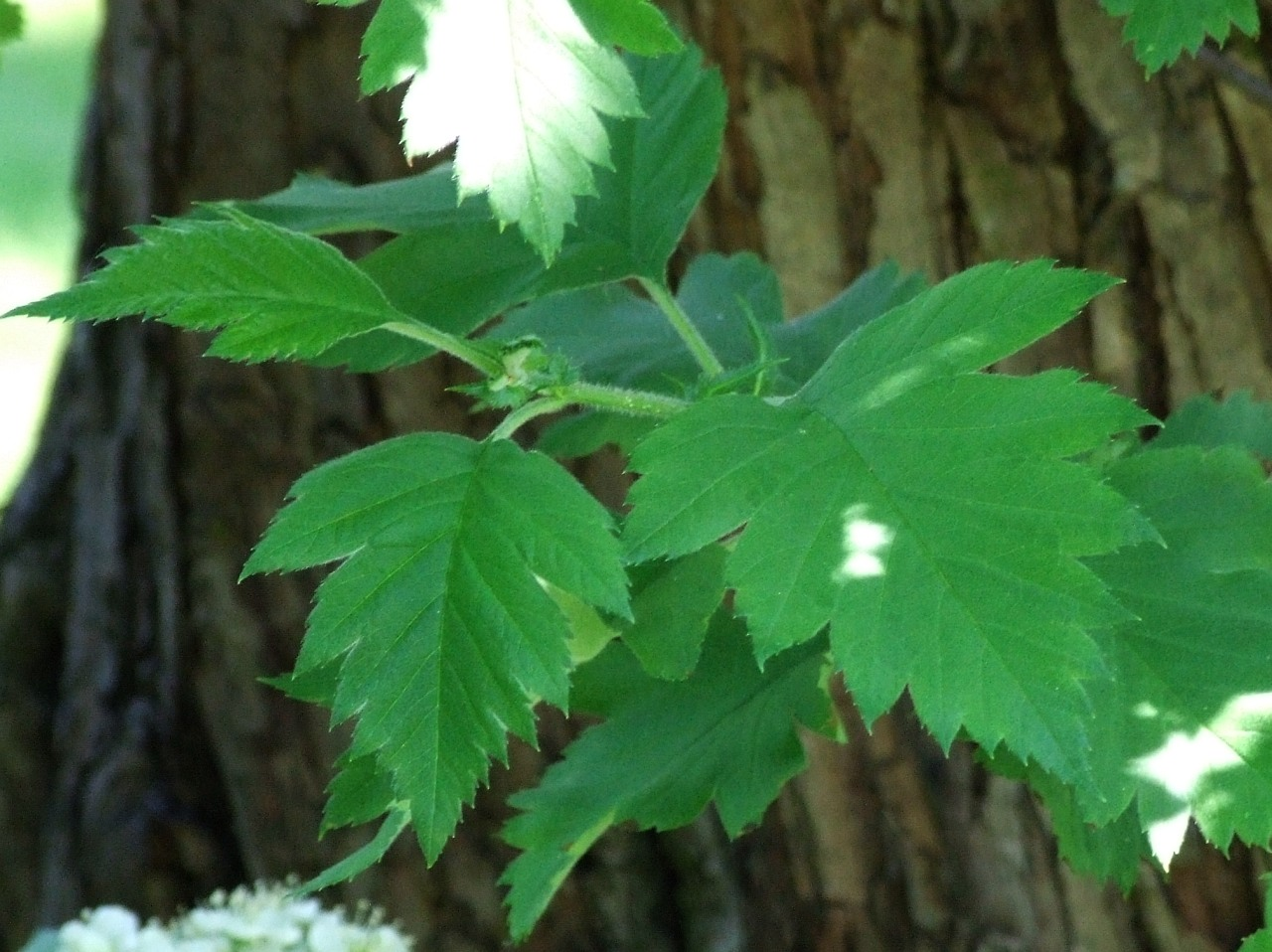
Liście

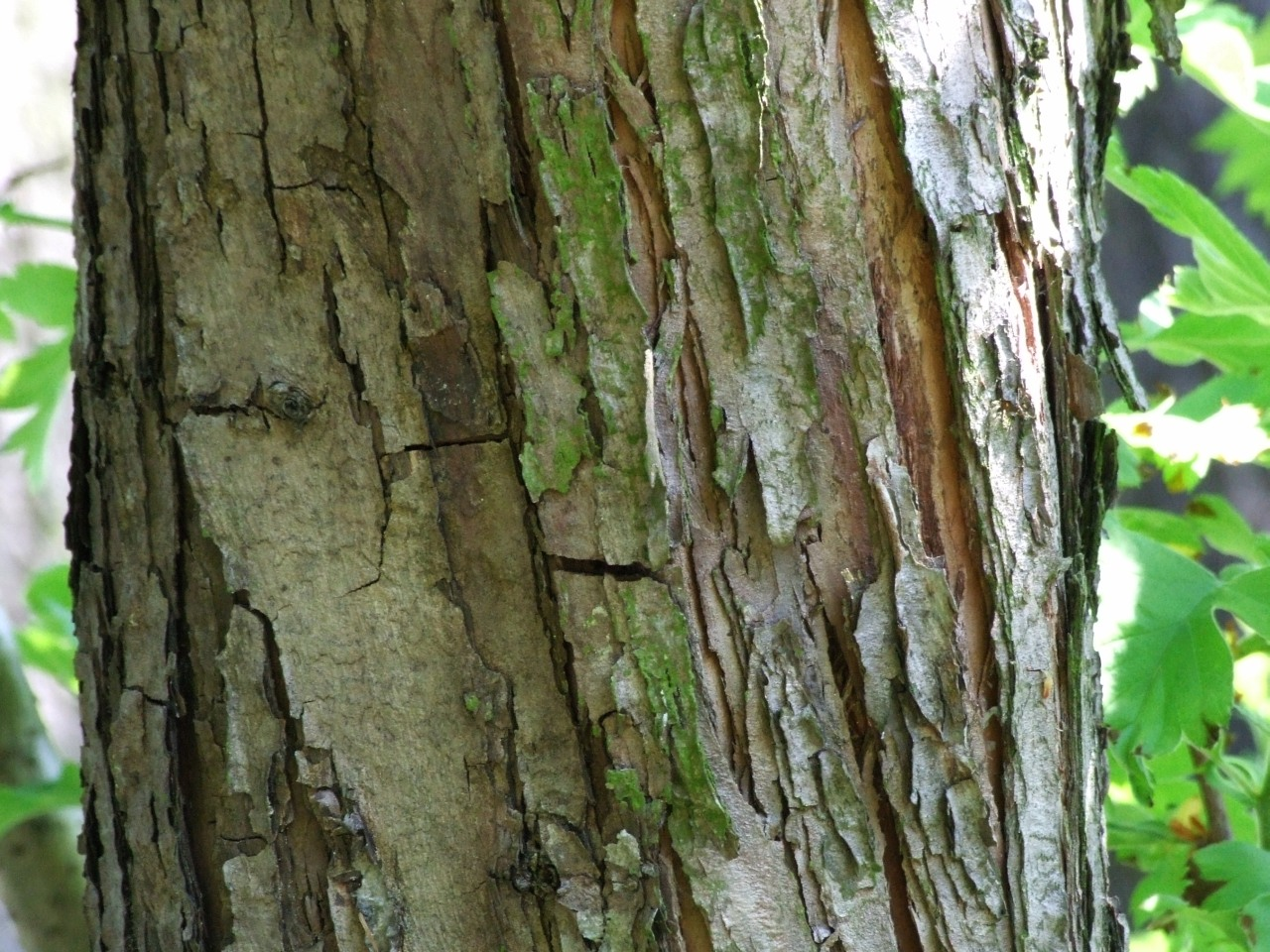
Pień

PokrójMałe drzewo o wysokości do 6 m.
ŁodygaPędy za młodu fioletowo-brązowe i gruczołowato owłosione, potem jasnobrązowe i gładkie z nielicznymi kolcami o długości 1–1,5 cm. Pąki fioletowobrązowe, trójkątno-owalne, gładkie.
LiściePojedyncze, trójkątno-jajowate do szerokojajowatych, o rozmiarach 5–9 × 3–5 cm na ogonkach o długości 1–1,5 cm. Są klapowane, zazwyczaj mają 3–5 par nieregularnych klap, brzeg blaszki jest ostro ząbkowany, wierzchołek ostro zakończony. Posiadają sierpowate, błoniaste i gładkie przylistki o długości 5–8 mm o gruczołowato ząbkowanych brzegach.
KwiatyBiałe, zebrane w kwiatostan. Wyrastają na gładkich szypułkach o długości 2–6 mm. Mają średnicę 1–1,2 cm, dzwonkowate hypancjum, działki kielicha trójkątno-lancetowate o długości 2–3 mm, płatki korony niemal okrągłe, o rozmiarach 5–7 × 2–3 mm, pręcików 20. Kwitnie od czerwca do lipca.
OwocOwoc pozorny, podczas dojrzewania czerwony, po dojrzeniu czarny, zawierający 4 lub 5 nasion z wklęśnięciami na obu stronach. Owoce dojrzewają we wrześniu.

## Zmienność
Występuje jedna odmiana Crataegus chlorosarca var. atrocarpa (syn. Crataegus atrocarpa E. L. Wolf).